# Alana Ramsay
Alana Ramsay (Calgary, 22 dicembre 1994) è una sciatrice alpina canadese paralimpica vincitrice di quattro medaglie di bronzo ai Giochi paralimpici invernali, due a Pyeongchang nel 2018 e due a Beijing nel 2022.

## Biografia
Ramsay, nata con una paralisi cerebrale dovuta a un ictus alla nascita che ha colpito il lato destro del corpo, ha iniziato a sciare all'età di 6 anni dopo aver partecipato ad un evento organizzato per adolescenti con disabilità, dove allenatore di sci le ha suggerito di provare questo sport.
(Alana Ramsay,)
All'età di 12 anni, dopo una diagnosi di epilessia, le è stato consigliato di non praticare sport a livello agonistico, ma con il sostegno dei genitori ha deciso di continuare a sciare.
Componente del club CADS Alberta, si allena con la squadra nazionale guidata da Jean-Sebastien Labrie, presso il campus del Canadian Sport Institute Pacific a Whistler, nel BC.
Dopo la caduta ai Mondiali 2019 in Slovenia, le è stato diagnosticato un Disturbo da stress post-traumatico; si è presa una pausa dalle competizioni, non gareggiando durante le stagioni 2019/20 o 2020/21.

## Carriera
Sul circuito di Coppa del Mondo para alpino nel 2015/16, ha ottenuto il suo primo podio. Sia nel 2016 che nel 2017, Ramsay è stata nominata Atleta paralimpica dell'anno da parte del Comitato Paralimpico Canadese.
Finora Ramsay ha gareggiato nello sci alpino in 3 Giochi paralimpici, vincendo due medaglie di bronzo alle Paralimpiadi invernali di Pyeongchang 2018 (nel supergigante e nella supercombinata) e altre due medaglie di bronzo alle Paralimpiadi Invernali di Pechino del 2022 (negli eventi di supercombinata in piedi e super-G in piedi).

## Premi e riconoscimenti
- Canadian Female Para Alpine Athlete of the Year (2016, 2017)

## Palmarès

### Paralimpiadi
- 4 medaglie:
  - 4 bronzi (supercombinata e supergigante a Pyeongchang 2018; supercombinata e supergigante a Pechino 2022)